# Lịch sử thuyết tương đối rộng

## Sự hình thành thuyết tương đối tổng quát

### Những khảo sát ban đầu
Albert Einstein sau này nói rằng, lý do cho sự phát triển thuyết tương đối tổng quát là do sự không thỏa mãn của ông ở sự ưu tiên của chuyển động quán tính trong thuyết tương đối đặc biệt, trong khi một lý thuyết bao gồm những trạng thái chuyển động khác (kể cả chuyển động có gia tốc) có thể sẽ đầy đủ hơn. Vì vậy năm 1908 ông viết một bài báo về gia tốc trong thuyết tương đối đặc biệt. Trong bài báo này, ông nhận xét là sự rơi tự do thực sự là một chuyển động quán tính, và đối với người quan sát rơi tự do các nguyên lý của thuyết tương đối đặc biệt phải được áp dụng. Khẳng định này gọi là Nguyên lý tương đương. Trong cùng bài báo, Einstein cũng tiên đoán hiệu ứng giãn thời gian do hấp dẫn. Năm 1911, Einstein đăng bài báo khác mở rộng bài báo năm 1907, trong đó thêm vào hiệu ứng sự lệch ánh sáng do các vật thể có khối lượng lớn gây ra khi ánh sáng đi gần vào.
Thuyết tương đối tổng quát (GR) là một lý thuyết hấp dẫn được phát triển bởi Albert Einsteinn từ 1907 và 1915 cùng với sự giúp đỡ của Marcel Grossmann. Theo lý thuyết này, có sự hút nhau giữa các vật thể là do sự uốn cong không thời gian do các vật thể gây ra.
Trước khi ra đời thuyết tương đối tổng quát, định luật vạn vật hấp dẫn của Newton đã được công nhận hơn hai trăm năm và miêu tả đúng lực hấp dẫn giữa các vật, mặc dù chính Newton không xem lý thuyết của ông đã miêu tả đúng bản chất của hấp dẫn. Trong thiên văn, đã có nhiều quan sát cẩn thận cho thấy sự sai lệch không giải thích được giữa lý thuyết và các quan sát. Theo mô hình của Newton, hấp dẫn là lực hút giữa các vật với nhau, tuy ông không rõ bản chất của lực này, về cơ bản lý thuyết đã miêu tả thành công chuyển động của các hành tinh.
Tuy nhiên, các thí nghiệm và quan sát cho thấy mô hình của Einstein có liên quan đến một vài hiệu ứng chưa giải thích được trong mô hình của Newton, như là những dị thường nhỏ trong chuyển động của sao Thủy và các hành tinh khác. Thuyết tương đối tổng quát cũng tiên đoán nhiều hiệu ứng kì lạ của hấp dẫn, như sóng hấp dẫn, thấu kính hấp dẫn, và một hiệu ứng hấp dẫn tác động lên thời gian đó là sự giãn thời gian do hấp dẫn. Nhiều tiên đoán đã được thực nghiệm xác nhận, và nhiều chủ đề trong lý thuyết vẫn đang được nghiên cứu. Ví dụ, mặc dù có những chứng cứ gián tiếp về sóng hấp dẫn, các chứng cứ thực nghiệm trực tiếp về sự tồn tại của sóng hấp dẫn vẫn đang được tìm kiếm bởi nhiều tổ chức các nhà khoa học như các dự án LIGO, GEO 600...
Thuyết tương đối tổng quát được phát triển thành một công cụ cơ bản trong thiên văn vật lý hiện đại. Nó cung cấp những hiểu biết nền tảng về lỗ đen, vùng không thời gian nơi hấp dẫn rất mạnh mà ngay cả ánh sáng cũng không thể thoát ra được. Sự có mặt của chúng thông qua những bức xạ cường độ mạnh của các đối tượng thiên văn như nhân các thiên hà hoạt động hay các quasar. Thuyết tương đối tổng quát cũng là một phần trong mô hình chuẩn của Big Bang về nguồn gốc vũ trụ.

### Sự phát triển phương trình trường Einstein
Khoảng một thế kỷ trước, vào tháng 11 năm 1915, Albert Einstein công bố thuyết tương đối tổng quát của ông trong bốn bài báo ngắn trong kỷ yếu của Viện Hàn lâm Khoa học Phổ tại Berlin. Lý thuyết nổi tiếng này thường được coi như là công trình của một thiên tài duy nhất. Thực tế, nhà vật lý Einstein đã nhận được sự hỗ trợ lớn từ những người bạn và đồng nghiệp, mà hầu hết họ không trở thành những người nổi tiếng và bị lãng quên.
Trong bài viết chúng tôi kể câu chuyện về bằng cách nào mà những thấu hiểu của họ đã được thêu dệt thành phiên bản cuối cùng của lý thuyết này. Hai người bạn thời sinh viên của Einstein — Marcel Grossmann và Michele Besso — đã có những đóng góp đặc biệt quan trọng. Grossmann là một nhà toán học tài năng và là một sinh viên có tổ chức người đã thúc đẩy thiên tài nhìn xa trông rộng và kỳ khôi của Einstein ở những thời điểm quan trọng. Besso là một kỹ sư giàu trí tưởng tượng nhưng nhiều lúc luộm thuộm, và là một người bạn lâu năm quan tâm tới Einstein. Ngoài ra cũng có những sự đóng góp của nhiều người khác.

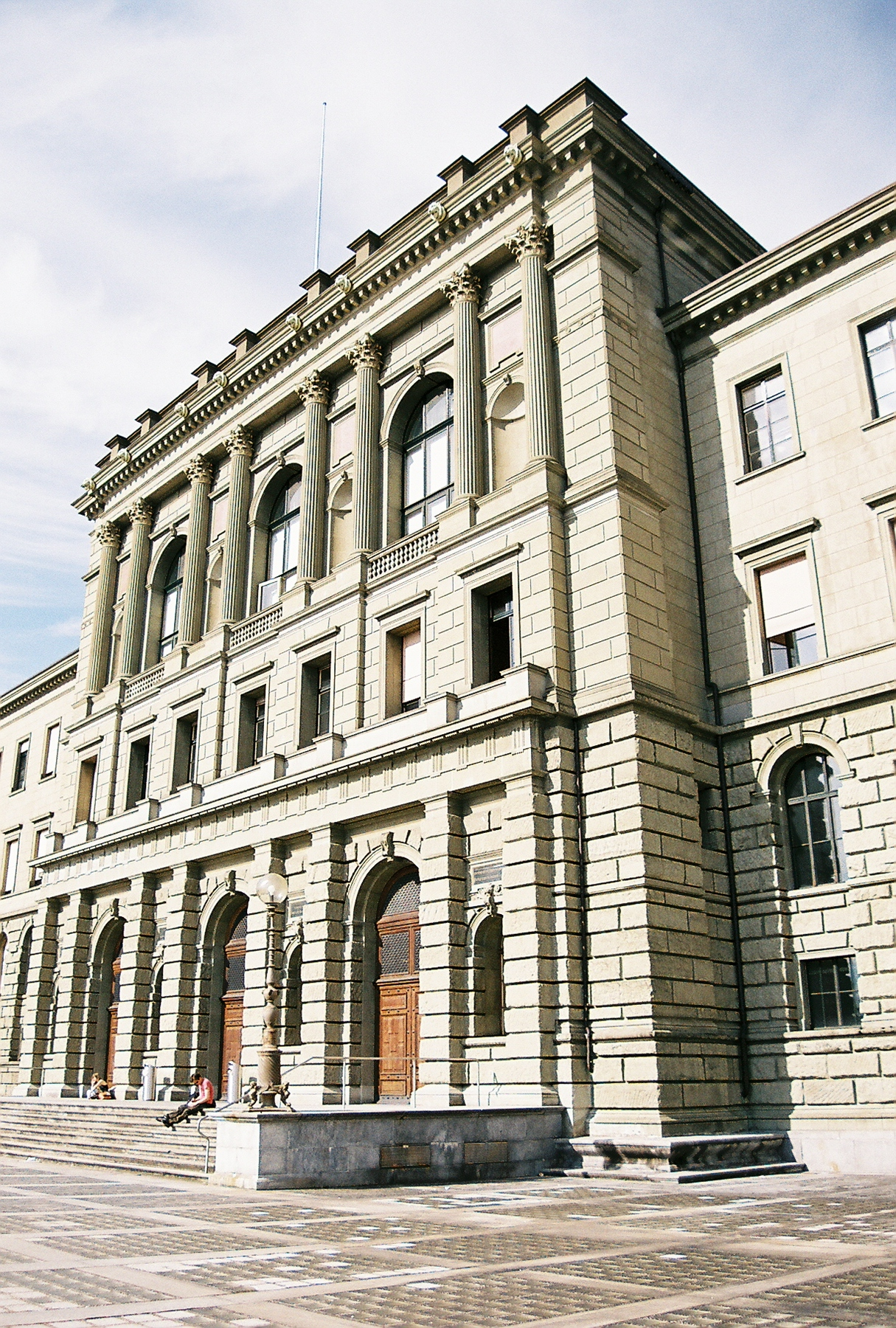
ETH Zürich Zentrum

Einstein gặp Grossmann và Besso tại trường Bách khoa Liên bang Thụy Sĩ ở Zürich — sau được đổi tên thành Học viện Công nghệ Liên bang Thụy Sĩ (Eidgenössische Technische Hochschule; ETH) — tại đây, trong thời gian từ 1896 đến 1900, ông học khoa sư phạm toán học và vật lý. Einstein cũng gặp người vợ tương lai tại ETH, người bạn cùng lớp Mileva Marić. Người ta kể rằng Einstein thường bỏ học và dựa trên các quyển vở của Grossmann để vượt qua các kỳ thi.
Bố của Grossmann đã giúp Einstein có một chỗ làm việc tại Cục bằng sáng chế ở Berne năm 1902, tại đây ông cùng làm việc với Besso hai năm sau đó. Các thảo luận giữa Besso và Einstein đã giúp nhà vật lý nhận được sự công nhận duy nhất về những bài báo nổi tiếng của Einstein trong năm 1905, một trong số đó đưa ra thuyết tương đối hẹp. Các bài báo công bố năm 1905 làm nên năm kỳ diệu của ông, mà Einstein nhờ vào một bài báo trong số đó để hoàn thành học vị tiến sĩ vật lý tại Đại học Zürich.
Năm 1907, trong khi vẫn làm việc tại Cục bằng sáng chế, ông bắt đầu suy nghĩ về việc mở rộng nguyên lý tương đối từ chuyển động đều sang chuyển động bất kỳ thông qua một lý thuyết mới về hấp dẫn. Như đã thấy trước đó, Einstein viết lá thư gửi tới bạn của ông Conrad Habicht — người quen ông từ nhóm độc giả ở thành Berne gọi là Viện hàn lâm Olympia với ba thành viên — nói rằng ông hi vọng lý thuyết mới này sẽ tính đến độ lệch khoảng 43˝ (giây cung) trên một thế kỷ giữa tiên đoán của lý thuyết Newton và các quan sát về chuyển động của điểm cận nhật của Sao Thủy, điểm mà quỹ đạo gần Mặt Trời nhất.
Einstein bắt đầu nghiên cứu một cách nghiêm túc lý thuyết mới này chỉ sau khi ông rời Cục bằng sáng chế năm 1909, để trước tiên làm giáo sư tại Đại học Zürich và hai năm sau tại Đại học Charles ở Praha. Ông nhận ra rằng lực hấp dẫn phải được kết hợp vào cấu trúc của không thời gian, sao cho các hạt mà không chịu tác dụng của những lực khác sẽ đi theo con đường ngắn nhất trong không thời gian cong.
Năm 1912, Einstein trở lại Zürich và gặp lại Grossmann ở ETH. Hai người phối hợp với nhau trong nỗ lực đưa ra một lý thuyết hoàn chỉnh về hấp dẫn. Mô hình toán học liên quan đó là lý thuyết các mặt cong của Gauss, mà có lẽ Einstein học được từ các cuốn sổ ghi chép của Grossmann. Như chúng ta biết từ những tập lưu trữ, Einstein đã nói với Grossmann: "Cậu phải giúp tớ, nếu không tớ sẽ điên mất."
Sự hợp tác của họ, được lưu lại trong 'cuốn sổ Zürich' của Einstein, cho kết quả được công bố trong bài báo đứng tên hai người vào tháng 6 năm 1913, gọi là bài báo Entwurf ('phác thảo'). Sự tiến triển lớn giữa lý thuyết Entwurf này với thuyết tương đối tổng quát tháng 11 năm 1915 đó là phương trình trường hấp dẫn, nó xác định mối liên hệ giữa vật chất với độ cong động lực của không-thời gian. Phương trình trường này tuân theo tính 'hiệp biến tổng quát': chúng vẫn giữ nguyên dạng đối với mọi loại hệ tọa độ được chọn dùng để biểu diễn chúng. Ngược lại, tính hiệp biến của phương trình trường trong lý thuyết Entwurf bị giới hạn rất nhiều.

#### Hai lý thuyết
Tháng Năm 1913, khi ông và Grossmann đặt bút viết cho bài báo về lý thuyết Entwurf, Einstein được mời giảng tại hội nghị thường niên của Hiệp hội các Nhà khoa học Tự nhiên và Thầy thuốc Đức được tổ chức vào tháng Chín tại Wien, một lời mời phản ánh sự tôn trọng cao của các đồng nghiệp dành cho người đàn ông 34 tuổi.
Tháng Bảy 1913, Max Planck và Walther Nernst, hai nhà vật lý đứng đầu ở Berlin, đã đến Zürich đề nghị với Einstein một vị trí được trả thù lao hậu hĩnh và tự do về giảng dạy tại Viện Hàn lâm Khoa học Phổ ở Berlin, mà ông đã chấp nhận và chuyển tới vào tháng 3 năm 1914. Lực hấp dẫn không phải là vấn đề trọng tâm đối với Planck và Nernst; họ chủ yếu quan tâm tới Einstein cho những vấn đề của vật lý lượng tử.
Một vài lý thuyết đã được đề xuất trong đó hấp dẫn, giống như lực điện từ, được biểu diễn bằng một trường trong không-thời gian phẳng của thuyết tương đối hẹp. Một trong số đó là lý thuyết đặc biệt đầy hứa hẹn xây dựng bởi nhà vật lý trẻ tuổi người Phần Lan Gunnar Nordström. Trong bài giảng ở Wien, Einstein đã so sánh lý thuyết Entwurf với lý thuyết của Nordström. Einstein nghiên cứu trên cả hai lý thuyết giữa tháng Năm và đến cuối tháng 8 năm 1913, khi ông đăng bản thảo của nội dung bài giảng trong kỷ yếu hội nghị Wien 1913.
Mùa hè 1913, Nordström thăm Einstein tại Zürich. Einstein đã thuyết phục được anh ta rằng nguồn của trường hấp dẫn trong cả hai lý thuyết của họ phải được xây dựng từ 'tenxơ năng lượng–động lượng': trong các lý thuyết trước thuyết tương đối, mật độ và luồng của năng lượng và động lượng được biểu diễn bằng những đại lượng riêng biệt; còn trong thuyết tương đối, chúng được kết hợp thành một đại lượng tenxơ hạng hai duy nhất với mười thành phần khác nhau.
Tenxơ năng lượng–động lượng này xuất hiện lần đầu vào năm 1907–8 trong hình thức luận tương đối tính hẹp phát biểu lại của lý thuyết điện từ của James Clerk Maxwell và Hendrik Antoon Lorentz bởi nhà toán học Hermann Minkowski. Người ta sớm nhận ra rằng tenxơ năng lượng–động lượng có thể xác định cho những hệ vật lý ngoài trường điện từ. Tenxơ trở thành nội dung trung tâm trong lý thuyết cơ học tương đối tính mới trình bày trong cuốn sách đầu tiên về thuyết tương đối hẹp, Das Relativitätsprinzip, viết bởi Max Laue năm 1911. Năm 1912, nhà vật lý trẻ người Wien, Friedrich Kottler, tổng quát hóa hình thức luận của Laue từ không-thời gian phẳng sang không-thời gian cong. Einstein và Grossmann đã dựa trên sự tổng quát hóa này trong phát biểu của họ về lý thuyết Entwurf. Trong bài giảng của mình tại Wien, Einstein đã mời Kottler đứng dậy và công nhận sự đóng góp của ông cho lý thuyết này.
Einstein cũng cộng tác với Besso trong mùa hè năm đó để khảo cứu liệu thuyết Entwurf có tính đến sự chênh lệch 43˝ trong một thế kỷ đối với điểm cận nhật của quỹ đạo Sao Thủy. Thật không may, họ tìm thấy rằng thuyết này chỉ tính ra được kết quả là 18˝. Lý thuyết của Nordström, mà Besso sau đó kiểm tra, cho độ lệch 7˝ theo suy đoán sai. Những tính toán này được lưu lại trong 'bản thảo Einstein–Besso' năm 1913.
Besso đóng góp quan trọng vào những phép tính và đặt ra các câu hỏi ý nghĩa. Ông tự hỏi, ví dụ, liệu phương trình trường trong lý thuyết Entwurf có một lời giải không mập mờ mà xác định một cách duy nhất trường hấp dẫn của Mặt Trời. Những phân tích lịch sử của các bản thảo còn lại gợi ra rằng những câu hỏi kiểu như thế đã đưa Einstein đến ý tưởng về lập luận thuyết phục ông rằng các phương trình của thuyết Entwurf bị hạn chế bởi tính hiệp biến. Lập luận này chỉ ra rằng phương trình trường hiệp biến tổng quát không thể xác định duy nhất trường hấp dẫn và do vậy không thể chấp nhận được.
Einstein và Besso cũng kiểm tra liệu các phương trình của thuyết Entwurf thỏa mãn trong một hệ tọa độ quay. Trong trường này lực quán tính của sự quay, như lực ly tâm mà chúng ta cảm nhận ở vòng kéo quân, có thể giải thích như là lực hấp dẫn. Lý thuyết dường như vượt qua cuộc thử nghiệm này. Tuy nhiên, trong tháng 8 năm 1913, Besso cảnh báo ông rằng nó đã không vượt qua. Einstein đã không để ý tới lời cảnh báo, mà về sau ông đã gặp lại điều này.
Trong bài giảng của ông tại Wien vào tháng 9 năm 1913, Einstein kết thúc bài giảng về sự so sánh giữa hai lý thuyết với kêu gọi các nhà vật lý thực hiện thí nghiệm để quyết định cái nào là đúng. Lý thuyết Entwurf tiên đoán trường hấp dẫn làm cong tia sáng, trong khi lý thuyết của Nordström thì không. Sẽ phải cần tới 6 năm nữa thì thực nghiệm mới xác nhận điều này. Erwin Finlay Freundlich, một nhà thiên văn sơ cấp tại Berlin mà ông đã gặp Einstein trong những ngày tại Praha, đã hành trình đến Crimea để quan sát nhật thực vào tháng 8 năm 1914 để xác định xem trường hấp dẫn của Mặt Trời có bẻ cong tia sáng từ các ngôi sao ở xa nhưng ông đã bị chặn lại tại biên giới Nga do Chiến tranh thế giới lần thứ nhất vừa mới nổ ra. Cuối cùng, năm 1919, nhà thiên văn học người Anh Arthur Eddington đã xác thực tiên đoán của Einstein về tia sáng bị bẻ cong bằng cách quan sát độ lệch của các ngôi sao ở xa khi nhìn gần rìa Mặt Trời trong thời gian nhật thực, đưa Einstein trở lên nổi tiếng.
Quay trở lại Zürich sau bài giảng tại Wien, Einstein cộng tác cùng một nhà vật lý trẻ khác, Adriaan Fokker, sinh viên của Lorentz, để tái thiết lập lý thuyết của Nordström sử dụng cùng một mô hình toán học mà ông và Grossmann đã sử dụng để thiết lập thuyết Entwurf. Einstein và Fokker chỉ ra trong các lý thuyết này trường hấp dẫn có thể được kết hợp vào cấu trúc của không-thời gian cong. Nghiên cứu này cũng đưa Einstein đến một bức tranh rõ ràng về cấu trúc của thuyết Entwurf, mà đã giúp ông và Grossmann hoàn thiện một bài báo thứ hai về thuyết này. Thời điểm nó được công bố vào tháng 5 năm 1914, Einstein đã chuyển đến Berlin.

#### Bước đột phá
Nhiều biến động đến với Einstein sau khi ông đến Berlin. Hôn nhân đổ vỡ và Mileva cùng với hai con nhỏ của họ sớm quay trở lại Zürich. Albert đã chuyển sang mối tình mới khi có mối quan hệ tình cảm với người họ hàng Elsa Löwenthal từ hai năm trước. Chiến tranh thế giới thứ nhất đã bắt đầu nổ ra. Những nhà khoa học hàng đầu ở Berlin không tỏ ra hứng thú với thuyết Entwurf, mặc những đồng nghiệp nổi tiếng khác có quan tâm đến, ví như Lorentz và Paul Ehrenfest ở Leiden, Hà Lan. Einstein kiên nhẫn tiếp tục tìm kiếm lý thuyết hoàn chỉnh.
Đến cuối năm 1914, sự tin tưởng của ông đã đủ lớn để viết ra nội dung dài về lý thuyết. Nhưng vào mùa hè 1915, sau một chuỗi các bài giảng ở Đại học Göttingen đã thu hút sự quan tâm của nhà toán học lớn David Hilbert cùng những người khác như Felix Klein và Emmy Noether, Einstein bắt đầu có những nghi ngờ nghiêm túc. Ông đã khám phá ra điều khiến ông mất hết can đảm đó là thuyết Entwurf không làm cho chuyển động quay tuân theo thuyết tương đối hẹp. Besso đã đúng. Einstein viết thư tới Freundlich nhờ sự giúp đỡ: "suy nghĩ của ông ở trong một cái rãnh sâu", do vậy ông hi vọng rằng nhà thiên văn trẻ "một người bạn mà não bộ không bị thối rữa" có thể nói cho ông biết ông đang làm sai ở cái gì. Freundlich không thể giúp được.

#### Einstein và Hilbert
Einstein sớm nhận ra vấn đề nằm ở phương trình trường của thuyết Entwurf. Lo lắng Hilbert có thể đánh bại ông trong cuộc đua tìm ra phương trình đúng, Einstein vội vã đăng các phương trình mới trong ấn bản vào đầu tháng 11 năm 1915, chỉnh sửa chúng trong tuần tiếp theo và tiếp tục sửa lần nữa sau hai tuần nữa trong các bài báo gửi tới Viện hàn lâm Phổ. Cuối cùng phương trình trường đã tuân theo tính hiệp biến.
Ở bài báo đầu tiên trong tháng Mười Một, Einstein viết rằng lý thuyết "là một thành tựu thực sự" của các lý thuyết toán học của Carl Friedrich Gauss và Bernhard Riemann. Trong bài báo ông nhớ lại rằng ông và Grossmann đã xét tới cùng phương trình này trước đó, và gợi ý rằng họ đã đi đến các phương trình này nhờ sự dẫn đường của toán học thuần túy hơn là của vật lý, họ chưa bao giờ có được phương trình thỏa mãn tính giới hạn của hiệp biến tổng quát trong lý thuyết đầu tiên.
Tuy nhiên, những đoạn khác trong bài báo đầu tiên của tháng Mười Một, cũng như trong các bài báo và thư từ khác trong giai đoạn 1913–15 lại kể một câu chuyện khác. Nhờ sự khảo sát tỉ mỉ thuyết Entwurf, với sự giúp đỡ của Grossmann, Besso, Nordström và Fokker, Einstein đã nhìn thấy cách giải quyết vấn đề bằng ý nghĩa sáng tỏ của vật lý trong những phương trình này mà trước đấy đã đánh bại ông.
Trong nội dung vạch ra phương trình trường hiệp biến tổng quát trong bài báo thứ hai và bài báo thứ tư, ông đã không đề cập đến "hole argument". Chỉ khi Besso và Ehrenfest thúc ép ông vài tuần sau bài báo cuối cùng, đề ngày 25 tháng Mười Một, thì Einstein mới tìm được cách ra khỏi sự rắc rối này — khi ông nhận thấy chỉ các sự kiện trùng nhau và không phối hợp mới có ý nghĩa vật lý. Besso đã đề xuất lối thoát tương tự vào hai năm trước đó, nhưng Einstein đã chống lại một cách cộc cằn.
Trong bài báo thứ ba của tháng Mười Một, Einstein quay trở lại vấn đề tiến động của điểm cận nhật của Sao Thủy. Đưa những dữ liệu thiên văn cung cấp bởi Freundlich vào công thức mà ông dẫn ra từ lý thuyết mới, Einstein đi đến kết quả độ lệch 43″ trong một thế kỷ và do vậy tính đầy đủ được sự chênh lệch giữa lý thuyết Newton và quan sát thực tế. "Chúc mứng đã chinh phục được chuyển động cận nhật," Hilbert viết cho ông vào ngày 19 tháng Mười Một: "Nếu tôi có thể tính nhanh như ông đã làm," ông nói nước đôi, "thì nguyên tử hiđrô đã mang một thông điệp từ nhà để tha lỗi cho việc không bức xạ."
Einstein giữ yên lặng về tại sao mà ông có thể thực hiện những tính toán nhanh đến như vậy. Chúng chỉ có thay đổi nhỏ so với những gì ông đã thực hiện cùng với Besso vào năm 1913. Ông có lẽ thích thú khi cho Hilbert nếm chính vị thuốc của mình: trong một lá thư gửi tới Ehrenfest vào tháng 5 năm 1916, Einstein miêu tả cảm giác của Hilbert như "gây ra sự ấn tượng trở thành một siêu nhân bằng cách làm bối rối phương pháp ông đã áp dụng".
Einstein nhấn mạnh rằng thuyết tương đối tổng quát của ông được xây dựng trên công trình của Gauss và Riemann, những người khổng lồ trong thế giới toán học. Nó cũng được xây dựng trên những ngọn tháp của ngành vật lý, bao gồm Maxwell và Lorentz, và trên những công trình của những người ít được biết đến hơn, bao gồm Grossmann, Besso, Freundlich, Kottler, Nordström và Fokker. Cũng như những đột phá khác trong lịch sử khoa học, Einstein đã đứng trên vai của nhiều nhà khoa học, không chỉ trên vai của những người khổng lồ mà ai cũng biết.